# Lexicon Devil
Lexicon Devil – pierwsza EPka zespołu The Germs wydana w 1978 roku przez wytwórnię Slash Records.

## Lista utworów
1. "Lexicon Devil" (Darby Crash) – 2:03
2. "Circle One" (Darby Crash) – 1:46
3. "No God" (Darby Crash) – 1:52

## Skład
- Darby Crash – śpiew
- Pat Smear – gitara
- Lorna Doom – gitara basowa
- Nickey Beat – perkusja

produkcja
- Geza X – perkusja